# Lee Montgomery
Lee Harcourt Montgomery (Winnipeg, 11 november 1961) is een Canadese acteur en componist. Lee is waarschijnlijk het meest bekend van zijn vertolking als "Jeff Malene" in de tiener/danskomedie Girls Just Want to Have Fun (1985), naast zowel Sarah Jessica Parker als Helen Hunt. 

## Biografie
Lee is de broer van actrice Belinda Montgomery. Zijn vader, Cecil Montgomery, werkte bij de radio. Voor hij naar Los Angeles verhuisde, woonde hij in Toronto.
Hij begon zijn carrière als model, voordat hij zich in de acteerbusiness waagde. Hij maakte zijn acteerdebuut in de Disneyfilm The Million Dollar Duck (1971). Daarne kreeg hij een hoofdrol in Ben, het vervolg op Willard (1971). Tevens trad hij op in televisieseries als Mod Squad, Columbo, Kojak, Adam-12, Emergency!, en The Mary Tyler Moore Show.
Lee maakte een succesvolle overgang naar volwassen rollen met films zoals Night Shadows (1984), Wings Hauser en Into the Fire (1988), met o.a Susan Anspach. 
Sinds hij grotendeels uit de spotlights is, heeft Lee op andere vlakken zijn ambities uitgelicht, zoals op muziek gerelateerde projecten. Hij composeerde de soundtrack voor de film Legend of the Phantom Rider (2002) (ook wel bekend onder de naam: Trigon: The Legend of Pelgidium)